# Константинопольский, Владимир Ионович
Владимир Ионович Константинопольский — инженер-конструктор, лауреат Государственной премии СССР.
Родился 14.08.1927 в Киеве.
Окончил Московский станкоинструментальный институт (1952), инженер-механик по металлорежущим станкам.
В 1952—1957 гг. работал на Московском заводе шлифовальных станков, конструктор первой категории.
С января 1958 г. в НИКИМТ (Научно-исследовательский и конструкторский институт монтажной технологии): начальник одного из конструкторских отделов, в 1966—1995 главный конструктор.
Специалист в области разработки и конструирования сложной автоматизированной техники, в том числе оборудования для контроля за состоянием ядерных реакторов.
Получил 14 патентов (США, Великобритании, Японии, Швеции, Франции и других стран), 58 авторских свидетельств.
Лауреат Государственной премии СССР (1977, в составе коллектива:  И. А. Бачелис, В. А. Волков, В. И. Константинопольский, А. П. Просвирин, В. В. Рощин).
Заслуженный изобретатель РСФСР. Награждён орденами «Знак Почёта», Дружбы (1995), медалью «За трудовую доблесть».